# Krzysztof Azarewicz
Krzysztof Azarewicz (* 1974) je polský básník, spisovatel a překladatel.

## Životopis
Spolupracoval s polskou deathmetal kapelou Behemoth, pro kterou napsal texty na alba Satanica (1999), Thelema.6 (2000), Zos Kia Cultus (Here and Beyond) (2002), Demigod (2004), The Apostasy (2007) a Evangelion (2009). V roce 2003 spolu s Arturem Mieczkowským založil nezávislé nakladatelství Lashtal Press, které se specializuje na malonákladové publikace.

## Dílo
- Wino sabatu, Lashtal Press 2010, ISBN 9788393058921

překlady
- Abdul Alhazred, Necronomicon czyli Księga Zmarłego Prawa, Fox 2000, ISBN 83-90853-97-3
- Stanislav Grof, Przygoda odkrywania samego siebie, Uraeus 2000, ISBN 83-85732-84-5
- Guido von List, Tajemnice run, Okultura 2003, ISBN 83-88922-04-1
- Austin Osman Spare, Księga Rozkoszy, Okultura 2005, ISBN 83-88922-09-2
- Aleister Crowley, Akeldama: Miejsce, gdzie grzebie się obcych, Lashtal Press 2003, ISBN 83-88922-06-8
- J.F.C. Fuller, Skarbnica obrazów, Lashtal Press 2010, ISBN 9788393058914
- Aleister Crowley, Rosa Mundi i inne poematy miłosne, Lashtal Press 2011, ISBN 978-83-930589-3-8
- Aleister Crowley, Wizja i głos (Liber CDXVIII) z komentarzami, Lashtal Press 2011, ISBN 978-83-930589-5-2